# Серра-ду-Навиу
Серра-ду-Навиу (порт. Serra do Navio) — муниципалитет в Бразилии, входит в штат Амапа. Составная часть мезорегиона Юг штата Амапа. Входит в экономико-статистический микрорегион Макапа. Население составляет 4380 человек (2010 год). Занимает площадь 7713,046 км². Плотность населения — 0,57 чел./км².

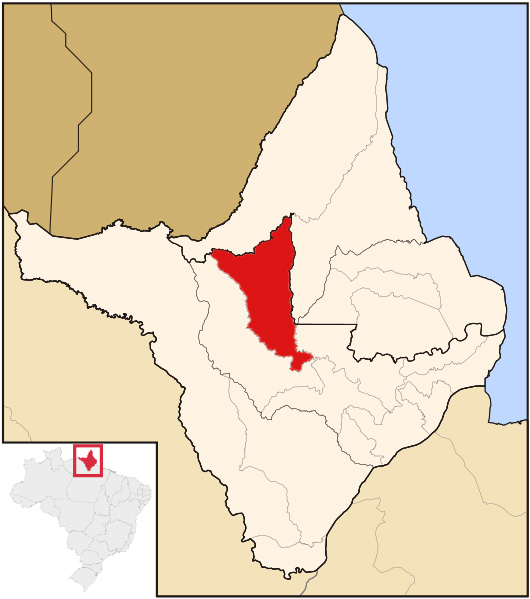
Серра-ду-Навиу на карте штата.

## История
Город основан в 1992 году около крупнейшего бразильского месторождения марганца Серра-ду-Навиу, открытого в 1941 году. Разработку месторождения вела компания Bethlehem Steel.

## Границы
Муниципалитет Серра-ду-Навиу граничит
- на севере —  муниципалитет Ояпоки
- на востоке —  муниципалитеты Калсуэни, Феррейра-Гомис
- на юге —  муниципалитет Педра-Бранка-ду-Амапари
- на западе —  муниципалитет Педра-Бранка-ду-Амапари

## Демография
Согласно сведениям, собранным в ходе переписи 2010 г. Национальным институтом географии и статистики (IBGE), население муниципалитета Серра-ду-Навиу составляет
| Полное население                               | Полное население                               | Полное население                               | Полное население                               | 4380  |
| ---------------------------------------------- | ---------------------------------------------- | ---------------------------------------------- | ---------------------------------------------- | ----- |
| в том числе                                    | Городское население                            | 2575                                           | Процент городского населения, %                | 58,79 |
|                                                | Сельское население                             | 1805                                           | Процент сельского населения, %                 | 41,21 |
|                                                | Мужское население                              | 2333                                           | Процент мужского населения, %                  | 53,26 |
|                                                | Женское население                              | 2047                                           | Процент женского населения, %                  | 46,74 |
| Плотность населения, чел/км²                   | Плотность населения, чел/км²                   | Плотность населения, чел/км²                   | Плотность населения, чел/км²                   | 0,57  |
| Население муниципалитета в % к населению штата | Население муниципалитета в % к населению штата | Население муниципалитета в % к населению штата | Население муниципалитета в % к населению штата | 0,65  |

По данным оценки 2015 года, население муниципалитета составляет 4938 жителей.

## Административное деление
Муниципалитет состоит из 2 дистриктов:
| № | Наименование дистрикта | Наименование дистрикта (порт.) | Территория, км² | Население, чел.(2010) | Население, чел.(2010) | Население, чел.(2010) | Плотность, чел./км² | Код дистрикта |
| № | Наименование дистрикта | Наименование дистрикта (порт.) | Территория, км² | всего                 | городское             | сельское              | Плотность, чел./км² | Код дистрикта |
| 1 | Серра-ду-Навиу         | Serra do Navio                 | 7663            | 3458                  | 1870                  | 1588                  | 0,45                | 160005505     |
| 2 | Кашасу                 | Cachaço                        | 50              | 922                   | 705                   | 217                   | 18,44               | 160005510     |

## Важнейшие населенные пункты
| № | Населённый пункт | Населённый пункт (порт.) | Категория | Население чел. (2010) (место среди н.п. штата) | На карте                       |
| - | ---------------- | ------------------------ | --------- | ---------------------------------------------- | ------------------------------ |
| 1 | Серра-ду-Навиу   | Serra do Navio           | город     | 1870 (16)                                      | 0°54′09″ с. ш. 52°00′09″ з. д. |
| 2 | Агуа-Бранка      | Água Branca              | поселок   | 892 (23)                                       | 0°56′21″ с. ш. 51°59′41″ з. д. |
| 3 | Кашасу           | Cachaço                  | поселок   | 705 (30)                                       | 0°52′41″ с. ш. 52°01′05″ з. д. |